# Statuia doctorului Constantin I. Istrati

Statuia doctorului Constantin I. Istrati pe vechiul amplasament, lângă Arenele Romane

Statuia doctorului Constantin I. Istrati, operă în bronz a sculptorului Oscar Späthe, a fost inaugurată la 4 noiembrie 1928 în Parcul Carol I din București, în fața Pavilionului Industriei, una dintre principalele construcții ale expoziției din 1906, situat pe Aleea Independenței, la intersecția cu strada Lascăr Catargiu. 
Cu ocazia comemorării a nouă ani de la moartea Dr. C. Istrati, o serie de personalități ale culturii și științei românești au luat inițiativa creării unui Comitet pentru ridicarea unui monument dedicat iacestuia. Din acest Comitet organizator făceau parte Grigore Trancu-Iași, Gheorghe Țițeica, Dr. I.N. Angelescu, Amiralul Niculai Gracoski, Gheorghe Gh. Longinescu, Ludovic Mrazek, E. Severin, Stelian Popescu, Emil Racoviță, președintele Academiei Române etc. care a lansat un apel pentru strângerea de fonduri. Imediat după lansarea apelului, s-au adunat peste un milion de lei. Realizarea
monumentului a fost încredințată de Comitetul organizator sculptorului Oscar Späthe.  O altă personalitate contemporană, care se preocupase de această inițiativă a construirii unei statui a doctorului Constantin I. Istrati, a fost Eugeniu E. Vincler, avocat și fost magistrat.
Statuia îl înfățișează pe Constantin I. Istrati ca profesor, ținându-și cursurile. Soclul din 1928 este din piatră de Câmpulung (probabil de la Albești) și are montat în partea frontală un basorelief din bronz care îl arată pe Constantin I. Istrati în postura sa de doctor în laboratorul său.
Doctorul Constantin I. Istrati (1850-1918) a fost profesor universitar și membru al Academiei Române, ministru în mai multe guverne și primar al capitalei în perioada octombrie 1912 - martie 1913. Motivul pentru care statuia a fost ridicată în acest parc este că doctorul Constantin I. Istrati a fost numit comisarul general al organizării parcului Carol I, care a fost inaugurat în 1906.

Detaliu: basorelieful

Cu ocazia reamenajării parcului, în perioada 1961-1963, Pavilionul Industriei a fost demolat iar statuia a fost mutată, tot în parcul Carol I, lângă Arenele Romane, practic ascunsă vederii celor ce vizitau parcul.
În prezent, statuia și basorelieful au fost mutate pe un nou soclu, copia celui inițial, aflat la câteva sute de metri distanță, construit în 2009, în dreapta intrării principale a parcului, dinspre Fântâna Zodiac. Pentru aceasta, în 2009 Primăria Capitalei a organizat o licitație, la care s-a prezentat un singur ofertant, restauratorul Ionel Stoicescu. Contractul în valoare de 860.000 RON, i-a fost atribuit pentru "conservarea-restaurarea și reamplasarea statuia Dr. C. I. Istrati". Conform contractului, "… monumental Dr. C. I. Istrati prezintă degradări datorate vandalizărilor și factorilor atmosferici și necesită intervenții de restaurare și conservare. În prezent este amplasat în fața Arenelor Romane din Parcul Carol, sector 4, locație care nu-i asigură și o bună punere în valoare. Se dorește reamplasarea pe Aleea Principală a aceluiași parc".
Statuia este înscrisă în Lista monumentelor istorice 2010 - Municipiul București - la nr. crt. 2323, cod LMI B-III-m-B-20007.
În cadrul evenimentului Zilele Bucureștiului 2009, în ziua de sâmbătă, 19 septembrie, la orele 17:00, în Parcul Carol I a fost organizată activitatea "Punerea în valoare a statuii Acad. Dr. C.I. Istrati".

## Alte statui
Un bust al doctorului Constantin Istrati, realizat de sculptorul Raffaello Romanelli, îi străjuiește mormântul din Cimitirul Bellu din București.